# تدفق حجمي
معدل التدفق الحجمي أو معدل تدفق المائع في الفيزياء والهندسة وبالتحديد في علم سريان الموائع هو حجم المائع الذي يمر أو يتدفق خلال وحدة الزمن، ويتم عادة الإشارة له بالرمز Q.
ووحدته في نظام الوحدات الدولي هي m3/s أي متر مكعب لكل ثانية وهناك وحدة أخرى تُستخدم هي sccm وتعني سنتيمتير مكعب قياسي لكل دقيقة.
أما بالنسبة لوحدات القياس العرفية الأمريكية وأيضًًا وحدات الإمبراطورية الإنجليزية فإن وحدة التدفق الحجمي هي ft3/s أي قدم مكعب لكل ثانية أو غالون لكل دقيقة.
ولا يجب أن نخلط بين مفهوم معدل التدفق الحجمي والدفقة الحجمية حيث تم تعريفها وفقًا لقانون دارسي ويتم تمثيلها بالرمز q بوحدة m3/(m2·s)، أو m·s−1، وبإجراء عملية تكامل خلال مساحة ما يعطينا معدل التدفق الحجمي.

## التعريف الأساسي
يتم تعريف معدل التدفق الحجمي بالنهاية الآتية:
{\displaystyle Q={\dot {V}}=\lim \limits _{\Delta t\rightarrow 0}{\frac {\Delta V}{\Delta t}}={\frac {{\rm {d}}V}{{md}t}}}
أى أن تدفق حجم المائع V خلال سطح ما خلال وحدة الزمن t.
ولأن هذا اشتقاق زمني للحجم وبما أن الحجم كمية قياسية فإن ناتج المشتقة وهو معدل التدفق الحجمي يكون كمية قياسية أيضًا.
والتغير في الحجم هو كمية المائع التي تمر خلال حدود النظام خلال فترة زمنية ولا يمكن التعبير عنها أنها الكمية الابتدائية للحجم مطروحًا منها الكمية النهائية لأنه سيكون صفرًا في حالة التدفق الثابت.

## تعريف مفيد
يمكن تعريف معدل التدفق الحجمي بالعلاقة :
{\displaystyle Q=\mathbf {v} \cdot \mathbf {A} }
حيث:
- {\displaystyle \mathbf {v} } = سرعة التدفق.
- {\displaystyle \mathbf {A} } = المساحة العمودية للتدفق.

وتكون تلك العلاقة صحيحة فقط إذا كان يتم تطبيقها في حالة مساحة مسطحة أو مقطع مسطح، لكن عادة يتم إجراء عملية تكامل بالنسبة للمساحة لتكون صحيحة في جميع الأحوال بما فيها المساحات المنحنية لتكون العلاقة :
{\displaystyle Q=\iint _{A}\mathbf {v} \cdot {md}\mathbf {A} }
وهذه العلاقة تُستخدم في الحياة العملية، والمساحة المطلوبة لكي نحسب معدل التدفق الحجمي من الممكن أن تكون تخيلية أو حقيقية، مسطحة أو منحنية أو حتي مقطع عرضي أو سطحية.
مثال علي ذلك المواد التي تعبر خلال ورق ترشيح أو غشاء تكون المساحة التي تعبر خلالها هي مساحة ورقة الترشيح كاملًة وذلك بإهمال الفتحات فيها.
أما للسوائل التي تمر خلال أنبوبة أو اسطوانات فتكون المساحة التي تُستخدم لحساب معدل تدفق الحجم هي المساحة المقطعية للأنبوبة.
المساحة الإتجاهية هي حاصل ضرب بين قيمة المساحة A والتي تعبر منها الحجم والمساحة العمودية {\displaystyle \mathbf {\hat {n}} } والعلاقة بينهم هي :
{\displaystyle \mathbf {A} =A\mathbf {\hat {n}} }
سبب الضرب القياسي أن مقدار الحجم الذي يعبر المساحة المقطعية يكون عمودي علي المساحة وذلك المقدار يمكن حسابه من المعادلة الآتية :
{\displaystyle Q=vA\cos \theta }
حيث أن θ هي الزاوية بين الوحدة العمودية {\displaystyle \mathbf {\hat {n}} } وسرعة عناصر حجم المائع V، والكمية التي تعبر خلال المساحة المقطعية تنقص بمقدار قيمة {\displaystyle \cos \theta } حيث θ تزيد كلما نقص مقدار الحجم الذي يعبر.
كل الحجم الذي يعبر في اتجاهات مماسية للمساحة يكون عمودي علي المساحة العمودية وبالتالي لا يعد هذا تدفق للحجم ويحدث هذا عندما θ تساوي π/2 وبالتالي يكون مقدار معدل تدفق الحجم صفرًا، أي:
{\displaystyle Q=vA\cos \left({\frac {\pi }{2}}\right)=0}
وهذا الناتج يساوي الناتج النهائي من معادلة الضرب القياسي بين السرعة والمساحة العمودية،
وعندما يكون معدل تدفق الكتلة معروفًا ويمكننا فرض بأن الكثافة رقمًا ثابتًا تكون تلك طريقًة جيدةً لحساب معدل تدفق الحجم {\displaystyle Q}.
{\displaystyle Q={\frac {\dot {m}}{\rho }}}
حيث:
- {\displaystyle {\dot {m}}} = معدل تدفق الكتلة (kg/s).
- {\displaystyle \rho } = الكثافة (kg/m3).

## كميات ذات صلة
في محركات الاحتراق الداخلي فإنه بتكامل المساحة بالنسبة للزمن خلال الفترة الزمنية التي يكون فيها الصمام مفتوحًا فإن العلاقة تكون:
{\displaystyle \int \!L\,\mathrm {d} \theta ={\frac {T}{2\pi }}(-(\cos {\theta _{1}})\cdot R-r\cdot \theta _{1})-{\frac {T}{2\pi }}(-(\cos {\theta _{2}})\cdot R-r\cdot \theta _{2}))}
حيث:
- {\displaystyle T} الزمن لكل دورة. (ثانية)
- {\displaystyle R} المسافة بين مركز عمود الكامات حتي بداية الكامة أو الحدبة.(ميلليمتر)
- {\displaystyle r} نصف قطر عمود الحدبات (والذي يمكن حسابه {\displaystyle R-r} هو أقصي ارتفاع).(ميلليمتر)
- {\displaystyle \theta _{1}} الزاوية عند بداية فتح الصمام.(راديان)
- و {\displaystyle \theta _{2}} الزاوية عند غلق الصمام.(راديان)

ويمكن ضرب حاصل تلك العلاقة في عرض مساحة الصمام وبالتالي يمكننا الحصول علي حجم الاسطوانة المزاح.